# Sofia di Borbone-Spagna
Sofia di Borbone-Spagna (nome completo in spagnolo Sofía de Todos los Santos de Borbón y Ortiz; Madrid, 29 aprile 2007) è un'infanta spagnola.
Secondogenita del Re Filippo VI e della Regina Letizia, è seconda nella linea di successione al trono dopo la sorella Leonor.

## Biografia

### Nascita e battesimo

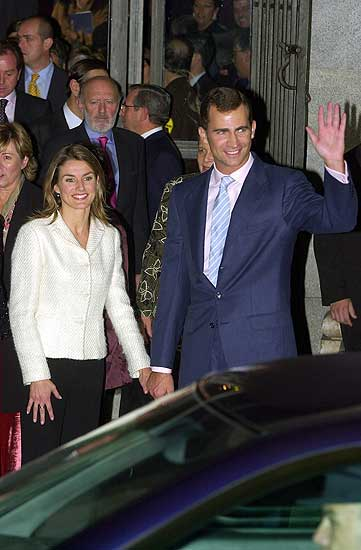
I genitori di Sofia, Filippo VI di Spagna e Letizia Ortiz nel 2003

L'infanta Sofía è nata il 29 aprile 2007 nella Clinica Ruber di Madrid, in seguito a un parto cesareo. La sua nascita è stata annunciata dalla famiglia reale ai giornalisti tramite SMS. Al pari della sorella ha le cellule staminali del cordone ombelicale conservate in un centro privato dell'Arizona, come prevenzione.
La bambina è stata chiamata come la sua nonna paterna, Sofia di Grecia, che a sua volta fu chiamata così in onore della sua nonna paterna, Sofia di Prussia.
Sofia è stata battezzata il 15 luglio 2007 nei giardini del Palazzo della Zarzuela, dal cardinale e arcivescovo Antonio María Rouco Varela. Come a sua sorella le è stato dato il cognome di de Todos los Santos, una tradizione della famiglia Borbone. Sua madrina è Doña María de la Paloma Rocasolano Rodríguez, nonna materna, e suo padrino è Konstantin-Assen, principe di Vidin.

### Educazione
Sofia ha cominciato il suo primo anno di scuola il 14 settembre 2010 alla scuola Santa María de los Rosales ad Aravaca, a Madrid. Suo padre è stato un alunno di questa scuola, così come la sorella maggiore.
Nel mese di agosto 2023, ha iniziato un percorso educativo di due anni presso l'UWC Atlantic College di Llantwit Major, in Galles. Il 24 maggio 2025 si è diplomata al UWC Atlantic.

## Titoli e trattamento
- 29 aprile 2007 - attuale: Sua Altezza Reale, Doña Sofía de Todos los Santos de Borbón y Ortiz, Infanta di Spagna

Secondo il Decreto Reale 1368/1987, i figli e le figlie di un Principe o Principessa delle Asturie hanno diritto al titolo di Infante di Spagna e al trattamento di Altezza Reale.
Sebbene dall'ascesa al trono del padre Sofia abbia il rango di principessa, in Spagna solo l'erede al trono ne ha il titolo.

## Ascendenza
|                                   |                         |                                       | Genitori                              |  |  | Nonni |  |  | Bisnonni                   |  |  | Trisnonni              |  |
|                                   |                         |                                       |                                       |  |  |       |  |  | Giovanni di Borbone-Spagna |  |  | Alfonso XIII di Spagna |  |
|                                   |                         |                                       |                                       |  |  |       |  |  | Giovanni di Borbone-Spagna |  |  | Alfonso XIII di Spagna |  |
|                                   |                         | Vittoria Eugenia di Battenberg        |                                       |  |  |       |  |  | Giovanni di Borbone-Spagna |  |  |                        |  |
| Juan Carlos I di Spagna           |                         |                                       |                                       |  |  |       |  |  | Giovanni di Borbone-Spagna |  |  |                        |  |
|                                   |                         | Maria Mercedes di Borbone-Due Sicilie | Carlo Tancredi di Borbone-Due Sicilie |  |  |       |  |  |                            |  |  |                        |  |
|                                   |                         | Maria Mercedes di Borbone-Due Sicilie | Carlo Tancredi di Borbone-Due Sicilie |  |  |       |  |  |                            |  |  |                        |  |
|                                   |                         | Maria Mercedes di Borbone-Due Sicilie | Luisa d'Orléans                       |  |  |       |  |  |                            |  |  |                        |  |
| Filippo VI di Spagna              |                         | Maria Mercedes di Borbone-Due Sicilie |                                       |  |  |       |  |  |                            |  |  |                        |  |
|                                   |                         | Paolo I di Grecia                     | Costantino I di Grecia                |  |  |       |  |  |                            |  |  |                        |  |
|                                   |                         | Paolo I di Grecia                     | Costantino I di Grecia                |  |  |       |  |  |                            |  |  |                        |  |
|                                   |                         | Paolo I di Grecia                     | Sofia di Prussia                      |  |  |       |  |  |                            |  |  |                        |  |
| Sofia di Grecia                   |                         | Paolo I di Grecia                     |                                       |  |  |       |  |  |                            |  |  |                        |  |
|                                   |                         | Federica di Hannover                  | Ernesto Augusto III di Brunswick      |  |  |       |  |  |                            |  |  |                        |  |
|                                   |                         | Federica di Hannover                  | Ernesto Augusto III di Brunswick      |  |  |       |  |  |                            |  |  |                        |  |
|                                   |                         | Federica di Hannover                  | Vittoria Luisa di Prussia             |  |  |       |  |  |                            |  |  |                        |  |
| Sofia di Borbone                  |                         | Federica di Hannover                  |                                       |  |  |       |  |  |                            |  |  |                        |  |
|                                   | José Luis Ortiz Velasco | José Ortiz Pool                       |                                       |  |  |       |  |  |                            |  |  |                        |  |
|                                   | José Luis Ortiz Velasco | José Ortiz Pool                       |                                       |  |  |       |  |  |                            |  |  |                        |  |
|                                   | José Luis Ortiz Velasco | Carmen Velasco Gutiérrez              |                                       |  |  |       |  |  |                            |  |  |                        |  |
| Jesús José Ortiz Álvarez          | José Luis Ortiz Velasco |                                       |                                       |  |  |       |  |  |                            |  |  |                        |  |
|                                   |                         | María del Carmen Álvarez del Valle    | Eulalio Álvarez de la Fuente          |  |  |       |  |  |                            |  |  |                        |  |
|                                   |                         | María del Carmen Álvarez del Valle    | Eulalio Álvarez de la Fuente          |  |  |       |  |  |                            |  |  |                        |  |
|                                   |                         | María del Carmen Álvarez del Valle    | Plácida del Valle Arribas             |  |  |       |  |  |                            |  |  |                        |  |
| Letizia Ortiz Rocasolano          |                         | María del Carmen Álvarez del Valle    |                                       |  |  |       |  |  |                            |  |  |                        |  |
|                                   |                         | Francisco Julio Rocasolano Camacho    | Miguel Rocasolano Cebrián             |  |  |       |  |  |                            |  |  |                        |  |
|                                   |                         | Francisco Julio Rocasolano Camacho    | Miguel Rocasolano Cebrián             |  |  |       |  |  |                            |  |  |                        |  |
|                                   |                         | Francisco Julio Rocasolano Camacho    | María Camacho Rodríguez               |  |  |       |  |  |                            |  |  |                        |  |
| María Paloma Rocasolano Rodríguez |                         | Francisco Julio Rocasolano Camacho    |                                       |  |  |       |  |  |                            |  |  |                        |  |
|                                   |                         | Enriqueta Rodríguez Figueredo         | Enrique Rodríguez Rodríguez           |  |  |       |  |  |                            |  |  |                        |  |
|                                   |                         | Enriqueta Rodríguez Figueredo         | Enrique Rodríguez Rodríguez           |  |  |       |  |  |                            |  |  |                        |  |
|                                   |                         | Enriqueta Rodríguez Figueredo         | Mercedes Figueredo Duarte             |  |  |       |  |  |                            |  |  |                        |  |
|                                   |                         | Enriqueta Rodríguez Figueredo         |                                       |  |  |       |  |  |                            |  |  |                        |  |